# Municipio de Villa de Tamazulápam del Progreso
Villa de Tamazulápam  Del Progreso ( En Mixteco Tequevi significa lugar de sapos en chocho Du' Xü "Lugar de sapos") es un municipio de la región Mixteca del estado de Oaxaca. Su cabecera es la localidad de Villa de Tamazulápam del Progreso.

## Toponimia
El origen del topónimo Tamazulápan proviene del náhuatl "río de los sapos". o agua de los sapos.

## Geografía
El municipio de Villa de Tamazulápam del Progreso cuenta con una extensión territorial de 102.6 km², se encuentra ubicado en las coordenadas 17°40′30″N 96°33′44″O / 17.67500, -96.56222 colinda con al norte con los municipios de Teotongo y Santiago Huajolotitlán, al sur con San Andrés Lagunas, al este con Villa Tejupam de la Unión y San Pedro Yucunama y al oeste con San Andrés Dinicuiti y San Pedro Yucunama.

## Población
La población registrada en el censo de población y vivienda de 2010 realizada por el INEGI fue de 7,059 habitantes de los cuales 3,288 son hombres y 3,771 son mujeres.

### Principales asentamientos
| Nombre                            | Tipo    | Código Postal |
| --------------------------------- | ------- | ------------- |
| Villa de Tamazulápam del Progreso | Colonia | 69510         |
| El Sabino                         | Colonia | 69510         |
| Guadalupe                         | Colonia | 69510         |
| San Cipriano                      | Barrio  | 69512         |
| Santa Rosa                        | Barrio  | 69512         |
| San Francisco                     | Barrio  | 69512         |
| Río Del Oro                       | Pueblo  | 69513         |

## Historia
Se especula que dentro de esta región dominada por Teposcolula, Tamazollapan estaba posiblemente subordinada a Coaixtlahuacan durante la época prehispánica, y posteriormente al dominio mexica. El poblado fue encomienda de Juan Suárez (Xuarez), quien la heredara a su hijo Luis Suárez de Peralta. El alcalde mayor de Teposcolula estuvo a cargo desde 1552 de la encomienda de Tamazulapa.
Entre 1556 y 1557 fue fundado el convento doctrina de Santa María Natividad por los dominicos.
En 1950 Natividad Tamazulapa recibe su nuevo nombre de villa de Tamazulapan del Progreso.

## Religión
En la comunidad de Tamazulapam la religión que predomina es la religión católica desde su fundación.
Una de sus fiestas religiosas principales es del venerado Señor del desmayo que se celebra el día 3 de mayo y la venerada Virgen de la Natividad que se celebra el día 8 de septiembre.

## Economía
Las principales actividades económicas son la agricultura, el comercio y en menor medida la ganadería.

## Lugares turísticos
BALNEARIO ATONALTZIN
Es un manantial que ha sido adaptado como balneario con 3 albercas surtidas con aguas sulfurosas de circulación permanente, con una temperatura promedio de 26 °C. Posee una alberca olímpica (50 m x 25 m) con profundidad descendiente hasta los 4 metros, una piscina mediana con 1 m de profundidad y un amplio chapoteadero. El área está dotada de jardines, árboles, palapas, asadores, bancas, juegos infantiles, restaurante, estacionamiento y cabañas abiertas al público en general. El horario de servicio es de 9:00 a 17:00 horas, y su acceso requiere de cuota. Está a cargo de la Sociedad Cooperativa “Atonaltzin” con 35 socios. Se localiza al norte de la población, rumbo a Tepelmeme.

PARROQUIA DE SANTA MARÍA DE LA NATIVIDAD
El Parque Central y la Parroquia de Santa María de la Natividad de estilo barroco que fue construido en siglo XVI por la orden dominica.
Desde el siglo XVI el templo contó con dos órganos tubulares, uno monumental y otro procesional, este último es uno de los cinco que hay en la República Mexicana.

OJO DE AGUA CHICO Y GRANDE 
Son dos yacimientos de agua natural que ha dado a resaltar por esta misma razón, el cual ha ayudado al turismo de esta población. La entrada a estos dos lugares es totalmente gratuita y también puedes consumir productos y/o botanas que la misma gente de la población vende en estos lugares. Están situados al norte de la población rumbo a Tepelmeme.